# Henri Zalis
Henri Zalis, cunoscut și ca H. Zalis, (n. 21 mai 1932, București – d. 8 iunie 2016) a fost un critic literar, istoric literar, prozator și memorialist român.

## Biografie
S-a născut la București în familia expertului contabil Iancu Zalis și al soției sale, Sally (n. Rosman). A urmat Școala primară la București (1939-1942), studiile secundare la Liceul „Alexandru Graur” din București (1943) și Liceul „Ion Neculce” din București (1944-1951), apoi Facultatea de Filologie a Universității din București (1951-1955). În timpul studiilor universitare l-a avut ca model pe profesorul Tudor Vianu, care i-a insuflat pasiunea de a citi marile creații ale literaturii române și universale; îi va dedica ulterior o biografie interesantă și valoroasă. A obținut titlul de doctor în filologie al Universității din București cu teza Aspecte și structuri neoromantice (1973).
După absolvirea facultății, a lucrat ca redactor (1955-1958) și corector (1959-1962) la revista Gazeta literară, bibliotecar (1963-1967), documentarist (1967-1972), redactor (1973-1979) și cercetător științific la Biblioteca Centrală Universitară din București (1979-1987). A urmat stagii de specializare în Franța (1979; 1980) și Elveția (1981; 1991). S-a pensionat în anul 1987.
Istoricul și criticul literar, prozatorul, traducătorul și memorialistul H. Zalis, o prezență activă, dar discretă în viața literară românească, a decedat la 8 iunie 2016.

## Activitatea publicistică
A debutat publicistic în 1949 cu un articol despre Anton Cehov în revista Flacăra, iar debutul editorial a avut loc în anul 1958 cu volumul Nicolae Filimon (1958). În cursul timpului H. Zalis a publicat articole, studii și recenzii literare în revistele Gazeta literară, Steaua, România literară, Luceafărul, Viața Românească, Tribuna, Cronica, Săptămâna, Ateneu ș.a., semnând și cu pseudonimele Horia Zamfir, Radu Zamfir sau Radu Rotaru.
A publicat, de asemenea, cărți de critică literară precum Romantismul românesc (1968), Aspecte și structuri neoromantice (1971), Scriitori pelerini (1973), Sub semnul realului. Eseu despre naturalismul european (1974), Tensiuni lirice contemporane (1975) și Romantismul în literatura română (1981), dar și un volum de poezie: Acoladă (1980), proză scurtă: Mai aproape de amiază (1981) și Sezonul oglinzilor abandonate (2002) și două romane: Până la capăt (1982) și Strălucirea cristalului (1993). A elaborat și publicat o sumă importantă de cercetări bibliografice ale unor diverse curente literare (romantismul, simbolismul, modernismul, clasicismul, naturalismul, sămănătorismul, poporanismul, realismul) în literatura română, contribuind la cunoașterea profundă a literaturii române și la stabilirea locului literaturii române în cadrul literaturilor romanice.
A tradus opere literare scrise de Charles Ferdinand Ramuz, Marc Eigeldinger, Jean-Claude Fontanet ș.a.
Monografia consacrată scriitorului francez Gustave Flaubert (1969; ed. a II-a, 1979) i-a adus alegerea ca membru de onoare al Societății „Les Amis de Flaubert” din Rouen (1971). H. Zalis a obținut Ordinul „Les Palmes académiques” acordat de președintele Republicii Franceze (1987), Premiul „Ion Petrovici” al Academiei Române (1995) și Premiul Uniunii Scriitorilor din Israel și al Uniunii Scriitorilor din România (1997).

## Opera
- Nicolae Filimon, București, 1958;
- Romantismul în literatura română (Contribuții bibliografice), București, 1965 - pref. Mircea Tomescu;
- Simbolismul în literatura română (Contribuții bibliografice), București, 1967 - în colaborare cu D. Copilu și Constantin Pompilian;
- Tudor Vianu (Biobibliografie), București, 1967 - în colaborare cu Ion Stoica, pref. Mircea Tomescu;
- Modernismul în literatura română (Contribuții bibliografice), București, 1968 - în colaborare cu Ion Stoica;
- Romantismul românesc. Eseu despre vârstele interioare ale curentului, București, 1968;
- Clasicismul în literatura română (Contribuții bibliografice), București, 1969 - în colaborare cu Ion Stoica;
- Gustave Flaubert, București, 1969 (ed. a II-a, București, 1979);
- Aspecte și structuri neoromantice, București, 1971;
- Naturalismul în literatura română (Contribuții bibliografice), București, 1971;
- Sămănătorismul în literatura română (Contribuții bibliografice), București, 1971;
- Poporanismul în literatura română (Contribuții bibliografice), București, 1972;
- Scriitori pelerini, București, 1973;
- Conștiința de sine a criticii literare românești (Contribuții bibliografice), I, București, 1974;
- Sub semnul realului. Eseu despre naturalismul european, I, București, 1974;
- Convorbiri literare (Bibliografie), București, 1975 - în colaborare cu Constantin Pompilian;
- Tensiuni lirice contemporane, Cluj-Napoca, 1975;
- Realismul în literatura română (Cercetare bibliografică), București, 1977
- Estetica imperfecției. Contribuții la studiul naturalismului românesc, Timișoara, 1979;
- Acoladă, poezii, București, 1980;
- Mai aproape de amiază, nuvele și povestiri, București, 1981;
- Romantismul în literatura română (Cercetare bibliografică), București, 1981;
- Până la capăt, roman, București, 1982;
- Răsfrângeri prin fereastra deschisă, București, 1983;
- Naturalismul în literatura română (Contribuții bibliografice), București, 1983;
- Cu soarele în gând (Călătorii culturale), Miloșești, 1990;
- Valori de referință în critica și istoria literară românească, București, 1991;
- Strălucirea cristalului, roman, București, 1993;
- Tudor Vianu. Apropieri, delimitări, convergențe, București, 1993;
- Paul Zarifopol comentat de..., București, 1995;
- I. L. Caragiale comentat de ..., București, 1995;
- Viața lui Tudor Vianu. O biografie intelectuală, București, 1997;
- Tudor Vianu comentat de..., București, 1997;
- Scriitori români peregrini, în colab. cu S. Bădia, București, 2000;
- Sezonul oglinzilor abandonate, proză scurtă, Cluj-Napoca, 2002;
- Grădina cu rodii, memorialistică, București, 2002;
- Printre contemporani, Ed. Bibliotheca, Târgoviște, 2004;
- O istorie condensată a literaturii române. 1800-2000, I-II, Ed. Bibliotheca, Târgoviște, 2005-2006;
- Povestiri pe placul tău, Ed. Bibliotheca, Târgoviște, 2007;
- Aplecarea trestiei, Ed. Bibliotheca, Târgoviște, 2008;
- Contur Eugen Barbu. Prozatorul între hotarele adevărului, Ed. Bibliotheca, Târgoviște, 2008;
- La gura vulcanului. Peisaj epistolar după erupție, Ed. Bibliotheca, Târgoviște, 2010.

### Antologii
- Tudor Vianu, Corespondență, introd. edit., București, 1970, Întregul și fragmentul. Pagini inedite, restituiri, tr. și pref. edit., București, 1997;
- Carol Ardeleanu, Diplomatul, tabăcarul și actrița, pref. edit., București, 1972;
- F. Aderca, Domnișoara din str. Neptun. Orașele scufundate. Copilul cu vioara. Scurt roman al unui ogar, pref. edit., București, 1982, Aventurile d-lui Ionel Lăcustă-Termidor. Revolte, pref. edit., București, 1987, Zeul iubirii (Țapul). Femeia cu carnea albă. Nuvele, pref. edit., București, 1993;
- Scriitori români peregrini (Traiectorii literare în timp și spațiu), pref. și postfața edit., București, 2002 (în colaborare cu Silviu Bădia).

### Traduceri
- Charles Ferdinand Ramuz, Viața lui Samuel Belet, pref. trad., București, 1987, Aline. Jean-Luc persecutatul, București, 1991, Vindecarea de rele, București, 1998;
- Marc Eigeldinger, Eseuri despre poezia franceză, de la romantism la postsimbolism, îngr. și pref. trad., București, 1992;
- Jean-Claude Fontanet, Mater Dolorosa, pref. trad., București, 1994;
- Yvette Z'Graggen, La Punta, postfața trad., București, 2000.